# Saint-Étienne-de-Puycorbier
Saint-Étienne-de-Puycorbier (okzitanisch: Sent Estefe de Puei Corbier) ist eine französische Gemeinde im Département Dordogne in der Region Nouvelle-Aquitaine (vor 2016: Aquitanien) mit 109 Einwohnern (Stand: 1. Januar 2022). Sie gehört zum Kanton Vallée de l’Isle im Arrondissement Périgueux.

## Geografie
Saint-Étienne-de-Puycorbier liegt etwa 29 Kilometer nordnordwestlich von Bergerac. Umgeben wird Saint-Étienne-de-Puycorbier von den Nachbargemeinden Saint-André-de-Double im Norden, Beauronne im Osten, Saint-Front-de-Pradoux im Südosten, Saint-Martin-l’Astier im Süden sowie Saint-Michel-de-Double im Westen.

## Bevölkerungsentwicklung
| Jahr                       | 1962 | 1968 | 1975 | 1982 | 1990 | 1999 | 2006 | 2019 |
| Einwohner                  | 151  | 124  | 99   | 117  | 118  | 113  | 103  | 105  |
| Quellen: Cassini und INSEE |      |      |      |      |      |      |      |      |

## Sehenswürdigkeiten

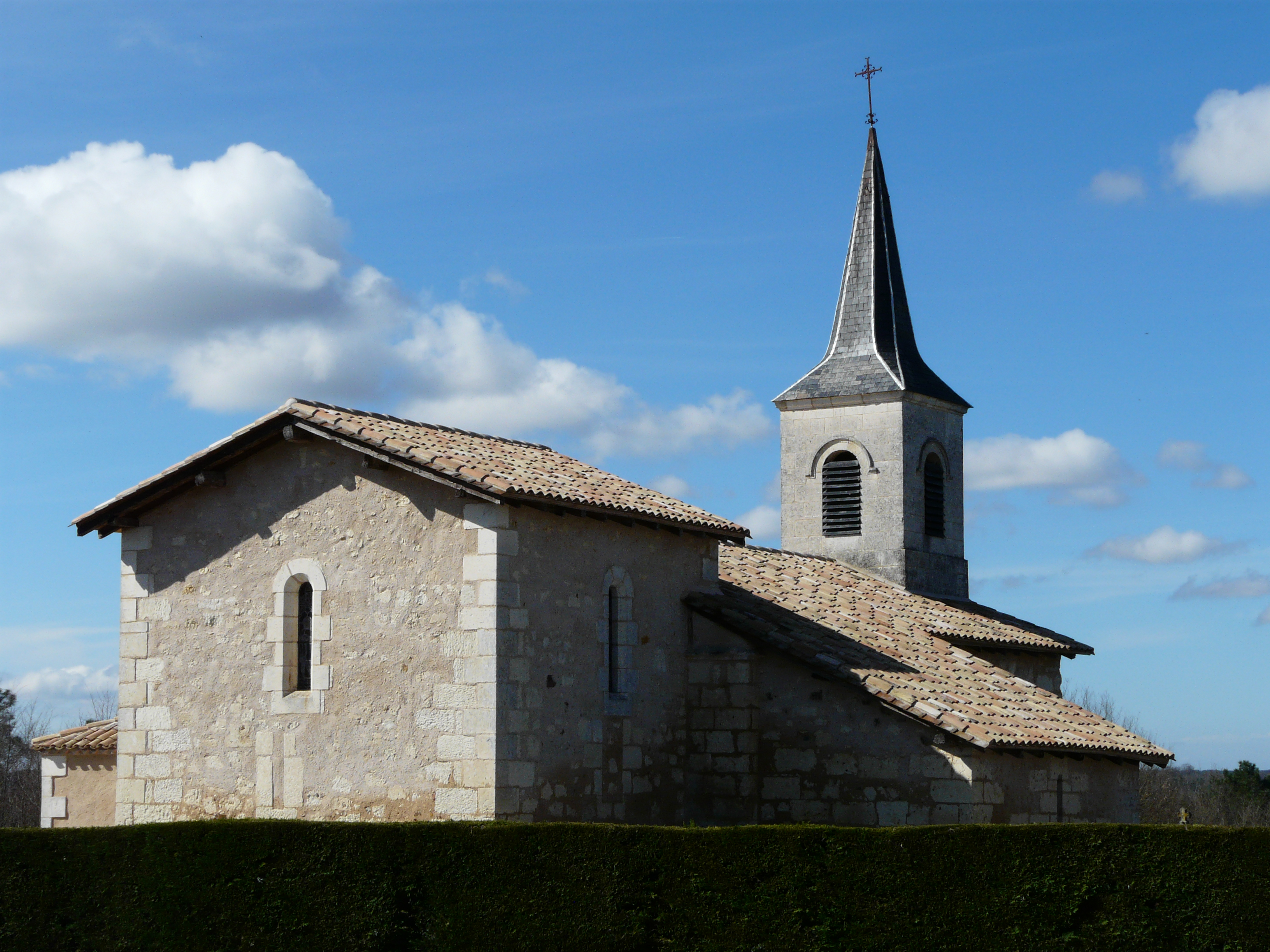
Kirche Saint-Étienne

- Kirche Saint-Étienne